# In a Glass House
In a Glass House – piąty album studyjny grupy Gentle Giant z 1973 roku. Pierwszy album nagrany w pięcioosobowym składzie.

## Lista utworów
Źródło.
Strona A
| 1. | "The Runaway" (Kerry Minnear, Ray Shulman, Derek Shulman) | 7:16  |
|    |                                                           |       |
| 2. | "An Inmate's Lullaby" (Minnear, R. Shulman)               | 4:40  |
|    |                                                           |       |
| 3. | "Way of Life" (Minnear, R. Shulman, D. Shulman)           | 8:04  |
|    |                                                           |       |
|    |                                                           | 20:00 |
|    |                                                           |       |
Strona B
| 1. | "Experience" (Minnear, R. Shulman, D. Shulman) | 7:50  |
|    |                                                |       |
| 2. | "A Reunion" (Minnear, R. Shulman)              | 2:12  |
|    |                                                |       |
| 3. | "In a Glass House" (Minnear, R. Shulman)       | 8:09  |
|    |                                                |       |
|    |                                                | 18:11 |
|    |                                                |       |
Utwory dodatkowe na zremasterowanym wydaniu
| 1. | "The Runaway/Experience" | 10:01 |
|    |                          |       |
| 2. | "In a Glass House"       | 9:49  |
|    |                          |       |
|    |                          | 19:50 |
|    |                          |       |

## Skład
Źródło.
- Derek Shulman - śpiew, saksofon altowy i sopranowy, flet prosty
- Gary Green - gitary 6 i 12-strunowe, mandolina, instrumenty perkusyjne, flet prosty
- Kerry Minnear - instrumenty klawiszowe, instrumenty perkusyjne, flet prosty, śpiew
- Ray Shulman - gitary basowe i akustyczne, skrzypce, trąbka, instrumenty perkusyjne, wokal wspomagający
- John Weathers - perkusja, instrumenty perkusyjne